# 이낙훈
이낙훈(李樂薰(이락훈), 1936년 4월 18일(음력 3월 27일) ~ 1998년 10월 7일)은 대한민국의 배우이고 지난날 전직 국회의원이었다. 본관은 전주(全州) 조선 태종 이방원의 7남(서자)이었던 후령군 이간의 26대 후손이다.

## 생애
1936년 서울에서 태어나 아현동 서소문 부근에서 자랐으며 덕수국민학교를 다녔다. 전국동화발표대회에 입상한 것을 계기로 11세 때에 HKLA (현 KBS) 방송사의 라디오 드라마에 출연하였다. 경기중학교 재학 시절 한국 전쟁이 일어났고, 9.28 수복 직후 인민군에 아버지를 잃었다. 경기고등학교 졸업을 거쳐 서울대학교 미학과를 중퇴하고 미국으로 건너가 마이애미 대학교 사학과에서 학사 학위 취득하였다.
연극 배우로 활동하다가 1962년 개국한 서울중앙방송(현재의 KBS)에서 탤런트 연기 활동을 시작하였고 1964년 개국한 TBC에서도 탤런트 연기 활동을 하는 등 그 영역과 폭을 넓혔다. 영어에 능숙하여 1,000여 편의 외화를 번역하였고, 외화 시리즈 《600만 불의 사나이》와 《형사 콜롬보》에서는 번역과 연출을 담당하였다.
1979년 탤런트협회 회장으로 당선되었다. 1년 후인 1980년 민정당 창당발기인으로 민정당 창당에 참여(민주정의당 당무위원)하여 당 의식개혁추진본부위원을 지냈으며, 이후 민정당 전국구로 11대 국회의원(1981년 4월 ~ 1985년 4월)을 지내면서 공연법, 영화법 개정에 참여하였다. 국회에서는 국회 문공위원, 유네스코(UNESCO)한국위원회위원을 지냈으며, 그 밖에 한멕의원 친선협회 부회장을 맡았다. 국회의원에서 물러난 뒤에도 연극배우, 영화배우, 탤런트로 활동하였다.
1987년 현대필코 사장, 1990년 범진영화사 회장을 지냈다. 1991년 혈관수술을 받으며 투병 생활을 하다 《옛날의 금잔디》로 연기를 재개하여 KBS 연기대상 등 그 해 연기상을 휩쓸었다. 1998년 10월 7일 당뇨합병증과 심근경색으로 사망했다. 향년 62세.
30년 간의 연기생활 동안 1천여 편에 달하는 외화번역과 30여 편의 연극, 2백여 편의 드라마에 출연하였다. 영·호남 사투리를 능숙하게 구사하여 여유와 능청이 있는 연기를 선보였으며 직업에 대한 자부심이 강한 연기파로 평가되기도 한다.
한편, KBS 1TV 《옛날의 금잔디》로 19회 한국방송대상 남자 탤런트상 수상 당시 역대 최고령 탤런트상 수상자이기도 했지만 뒷날 장민호(SBS <아까딴유>로 23회 남자 탤런트상)에 의해 갱신됐다.

## 여담
한편, 본인의 사망 1달 뒤인 1998년 11월 16일부터 자신의 유작이었던 iTV 일일드라마 <가족>이 재편성됐으며 첫 회부터 월요일 8시 30분/수~금요일 9시, 1998년 12월 14일부터 월,수~금요일 9시, 1999년 1월 18일부터 월~수요일/금요일 6시 30분, 1999년 2월 2일부터 화~금요일 6시 30분, 1999년 4월 5일부터 월요일/수~금요일 6시 30분에 방영됐는데 같은 달 12일 편성 예정이었던 박찬호 선발경기가 비로 취소되어 다음 날로 바뀌자 4월 13일 결방됐고 같은 달 14일에는 6시 25분부터 프로야구 <LG VS 현대> 중계 편성에 따라 6시로 이동했으며 15일에는 6시 25분부터 다큐 인류탐사 <문명 밖 사람들> 편성에 따라 6시로 이동했고 마지막회인 16일에는 6시 25분부터 프로야구 <LG VS 현대> 중계 편성에 따라 5시 30분으로 이동했다.

## 출연작
연극
- 《10개의 인디언 인형》
- 《리어왕》 등 다수.

라디오 드라마
- 《똘똘이의 모험》(1948년) - HLKA (현재의 KBS)에서 방송. '복남이' 역할.
- 《학교일기》(1948년) - HLKA에서 방송. '노마' 역할.[1]

TV 드라마
- 《빛의 문》 - 대한방송. 대한민국 최초의 TV 드라마.[9]
- 《추적》(1975년 ~ 1983년) - TBC/KBS 주말 연속극. 대공수사본부의 활동을 다룬 반공 드라마.
- 《천녀화》 (1976년 ~ 1977년) - TBC
- 《그건 그려》 (1977년 ~ 1978년)
- 《달동네》 (1980년) - TBC/KBS 일일연속극.
- 《오늘은 왕》
- 《남과북》
- 《그건그려》
- 《보통 사람들》[2]
- 《큰형수》(1987년) - KBS2
- 《땅에서도 이루어지소서》(1987년) - KBS1
- 《무풍지대》(1989년) - KBS2
- 《베스트셀러극장 - 신 용비어천가》(1989년) - MBC
- 《구리반지》(1990년)
- 《대원군》(1990년, MBC) - 이규경 역
- 《옛날의 금잔디》 (1991년 ~ 1992년) - 윤인섭 역
- 《소설극장》(1992년) - SBS
- 《희망》(1993년)
- 《연인》 -(1993년)
- 《소망》(1993년)
- 《공룡선생》(1993년)
- 《역사의 라이벌》(1994년)
- 《또 하나의 시작》(1995년)
- 《장녹수》 (1995년)
- 《김구》(1995년)
- 《코리아게이트》(1995년)
- 《만강》(1996년)
- 《만남》(1996년)
- 《덕혜》 (1996년) - 고종 역
- 《욕망의 바다》(1997년)
- 《달수의 홀로 아리랑》(1997년)
- 《가족》(1997년)
- 《결혼 7년》(1998년)
- 《시트콤 순풍 산부인과》(1998년)
- 《미스터Q》(1998년)

영화
- 《설야》(1974년)
- 《킹콩의 대역습》

CF
- 1981년 제일헬스사이언스 포리감마론
- 1985년 ~ 1986년 다이너스카드
- 1985년 제일모직 로가디스
- 1985년 동아제약 (판피린*에스)
- 1986년 롯데칠성 델몬트
- 1986년 상호신용금고
- 1987년 애경 스파크
- 1987년 논노 미스터 로데 신사복
- 1988년 ~ 1991년 동아제약 (솔표 솔감탕,솔표 우황청심원)

## 상훈 경력
- 1964년 제1회 동아연극제 대상
- 1978년 제14회 백상예술대상 TV부문 남자 최우수연기상
- 1979년 제6회 한국방송대상 TV연기자상
- 1991년 KBS 연기대상 대상
- 1992년 제28회 백상예술대상 TV부문 남자 최우수연기상
- 1992년 제19회 한국방송대상 TV부문 남자 탤런트상
- 1998년 SBS 연기대상 특별상
- 1998년 KBS 연기대상 공로상

## 가족 관계
- 배우자 : 최영복 (1940년 ~ )
  - 슬하 : 1남 1녀

## 역대 선거 결과
| 실시년도 | 선거  | 대수 | 직책     | 선거구 | 정당       | 득표수      | 득표율         | 순위        | 당락 | 비고 |
| -------- | ----- | ---- | -------- | ------ | ---------- | ----------- | -------------- | ----------- | ---- | ---- |
| 1981년   | 총선  | 11대 | 국회의원 | 전국구 | 민주정의당 | 5,776,624표 | \| \| 35.6% \| | 전국구 56번 |      | 초선 |
|          | 35.6% |      |          |        |            |             |                |             |      |      |